# Novum
Novum è il quattordicesimo album dei Procol Harum, pubblicato nel 2017.

## Tracce
1. I Told On You (05:42)
2. Last Chance Motel (04:58)
3. Image Of The Beast (05:06)
4. Soldier (05:37)
5. Don't Get Caught (05:22)
6. Neighbour (02:55)
7. Sunday Morning (05:38)
8. Businessman (04:54)
9. Can't Say That (07:22)
10. The Only One (06:20)
11. Somewhen (03:56)
12. Honour (Bonus track sulla versione giapponese)

## Formazione
Novum è registrato dalla formazione che i Procol Harum hanno tenuto sin dalla fine del 2006, ovvero:
- Gary Brooker - pianoforte, voce
- Josh Phillips - organo, sintetizzatori, voce
- Matt Pegg - basso, voce
- Geoff Dunn - batteria
- Geoff Whitehorn - chitarra, voce
- Pete Brown - testi

## Origini
Nel 2009, a otto anni di distanza dalla registrazione del precedente album in studio, The Well's On Fire, Gary Brooker riunisce i Procol Harum in studio per registrare alcuni brani da lui scritti assieme a Keith Reid. I brani registrati in quella sessione, tuttavia, non vengono mai pubblicati.
Nel 2014, durante il tour in Giappone, avviene un secondo tentativo di registrare un nuovo album, in cui gary Brooker e Josh Phillips tentano di scrivere musica insieme, ma queste sessioni naufragano a causa di "divergenze artistiche".
È solo nel 2016, in vista del cinquantesimo anniversario della band, che Brooker si mette a scrivere con Pete Brown e, nell'arco di poche settimane e il più possibilmente cercando di registrare dal vivo (come già accaduto col precedente album), i Procol Harum registrano Novum.
Il singolo tratto da Novum è Sunday Morning, una ballad vagamente ispirata al Canone di Pachebel, ed è trasmesso per la prima volta dal sesto canale radio della BBC il 15 Marzo 2017. Verrà poi riproposto in versione orchestrata dal vivo.